# Peterlee
Koordinaten: 54° 46′ N, 1° 20′ W

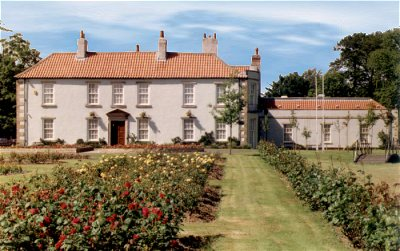
Das Rathaus von Peterlee – die Shotton Hall

Peterlee ist eine sogenannte  Neustadtgründung im County Durham im Nordosten Englands und besteht aus mehreren zusammengeschlossenen Ortschaften. Diese Neustadtgründungen sollten urbane Ballungszentren nach dem Zweiten Weltkrieg entlasten. Ihren Namen erhielt die Stadt nach einem lokal bekannten Bergarbeiter, Peter Lee, im Jahre 1948. Die Einwohnerschaft bestand anfangs überwiegend aus Bergarbeitern. Die Stadt zählt 30.093 Einwohner (Stand: 2001) und gehört zur Unitary Authority County Durham.
Peterlee unterscheidet sich von weiteren Neustadtgründungen, wie etwa Welwyn Garden City, dadurch, dass es auf ausdrücklichen Wunsch der Einwohner durch ihren politischen Vertreter (Member of Parliament) beantragt und nicht von der Regierung initiiert wurde.
Eine Deputation des Distriktes Easington, überwiegend bestehend aus Minenarbeitern, traf sich nach dem Zweiten Weltkrieg mit dem Minister für Stadt- und Landesplanung (Minister of Town and Country Planning), John Silkin, und erreichte es, dass der Antrag auf eine Zusammenführung mehrerer Dörfer im Distrikt zu einer Stadt befürwortet und durchgeführt wurde. Die Einwohnerzahl der neuen Stadt lag dabei bei ca. 30.000 Personen.
Seit 1981 gibt es mit der etwa gleich großen Stadt Nordenham an der Unterweser eine Städtepartnerschaft. Es finden regelmäßig sowohl öffentliche wie auch private Treffen statt.
Bereits seit 1975 besteht eine Städtepartnerschaft mit der Stadt Baesweiler – Nordkreis Aachen – Deutschland.
Auch hier finden regelmäßig sowohl öffentliche als auch private Treffen statt.

## Wirtschaft
Die Entwicklung Peterlees unterlag verschiedenen Änderungen in den letzten Jahren. So wurde eine neue Busstation gebaut und ein Einkaufszentrum, das den Namen Castle Dene Shopping Centre erhielt. Ein ASDA-Supermarkt wurde im November 2001 eröffnet und ab Oktober 2009 wurde die Erweiterung um drei weitere Supermärkte heftig diskutiert. Das Durham County Council ließ dann im Juni 2011 schließlich die Planungen eines Supermarktes für die Gruppe Tesco und einen weiteren Supermarkt in Castle Dene zu. Sie sollen den Einwohnern in Peterlee und den umgebenden Dörfern mehr Auswahl ermöglichen, nachdem Safeway 2005 geschlossen wurde und ASDA der einzig verbliebene große Supermarkt war.